# Зайниев, Ильгиз Газинурович
Ильгиз Газинурович Зайниев (тат. Илгиз Газинур улы Зәйниев; род. 23 мая 1987, Караса, Аксубаевский район, Татарская АССР, РСФСР, СССР) — российский татарский драматург, актёр, театральный режиссёр. Заслуженный деятель искусств Республики Татарстан (2019). Лауреат Республиканской премии имени Мусы Джалиля (2009). Главный режиссёр (2019—2020), художественный руководитель Татарского государственного театра кукол «Экият» (2020—н.в.). Директор Татарского государственного академического театра имени Галиасгара Камала  (с декабря 2024 по май 2025). Художественный руководитель Татарского государственного академического театра имени Галиасгара Камала (с мая 2025—н.в.)). Депутат  Государственного Совета Республики Татарстан  (с сентября 2024—н.в.)).

## Биография
Ильгиз Газинурович Зайниев родился 23 мая 1987 года в деревне Караса Аксубаевского района Татарской АССР.
Из рабочей семьи Газинура и Сарии Зайниевых. Отец — тракторист, мать работала дворником, сторожем, пекарем. У них родилось четверо детей — две дочери и один сын, помимо Ильгиза. Помогал родителям по дому и по хозяйству, а летом работал в колхозе. В 1994—2004 годах учился в средней школе в родной деревне. В то время активно участвовал в различных спортивных, научных, песенных конкурсах и олимпиадах, завоёвывал многочисленные призы. Располагая большой домашней библиотекой, увлёкся чтением, став писать собственные рассказы, сказки и стихи. Также участвовал в школьных спектаклях, в том числе, по произведениям Т. Миннуллина. В 2002 году, в возрасте 14 лет, написал свою первую пьесу под названием «Җәйге төннәрдә» («Летние ночи»). Вскоре, с его первыми произведениями познакомился Ф. Бикчантаев.
По окончании 11-го класса школы, в 2004 году поступил на кафедру актёрского мастерства факультета театрального искусства Казанского государственного университета культуры и искусств, где обучался по курсу Ф. Бикчантаева. Параллельно, продолжил писать пьесы для театра. На первом курсе учёбы с пятью своими произведениями принял участие в конкурсе «Новая татарская пьеса», получив премию министерства культуры за музыкально-драматическую сказку «Ай кызы» («Дочь луны»). В 2006 году получил первую премию за пьесу «Суган чәчәге» («Горький цвет»), а в 2007 году его пьесы «Люстра» и «Бәби» («Дитя») были отмечены премией министерства культуры и премией имени Миннуллина. После этих побед имя молодого драматурга стало известно широкой публике, а его работы стали ставить на сценах различных театров. Так, Уфимским государственным татарским театром «Нур» была поставлена пьеса «Туйга ничә көн кала» («Смелые сердца», 2005, реж. Ф. Бикчантаев), в Татарском государственном молодёжном театре имени Г. Кариева — пьесы «Амазонка һәм Айдар» («Амазонка и Айдар», 2006, реж. Р. Аюпов) и «Урман club» («Лесной клуб», 2007, реж. И. Камалиев), а в Татарском государственном академическом театре имени Г. Камала — пьесы «Мәхәббәт турында сөйләшик» («Поговорим о любви», 2006, реж. Р. Фазлиев), «Суган чәчәге» («Горький цвет», 2007, реж. Р. Фазлиев), «Люстра» (2008, реж. Ф. Бикчантаев), «Бәби» («Дитя», 2008, реж. Ф. Бикчантаев). В 2009 году заслуги Зайниева в области драматургии были отмечены Республиканской премией имени М. Джалиля.

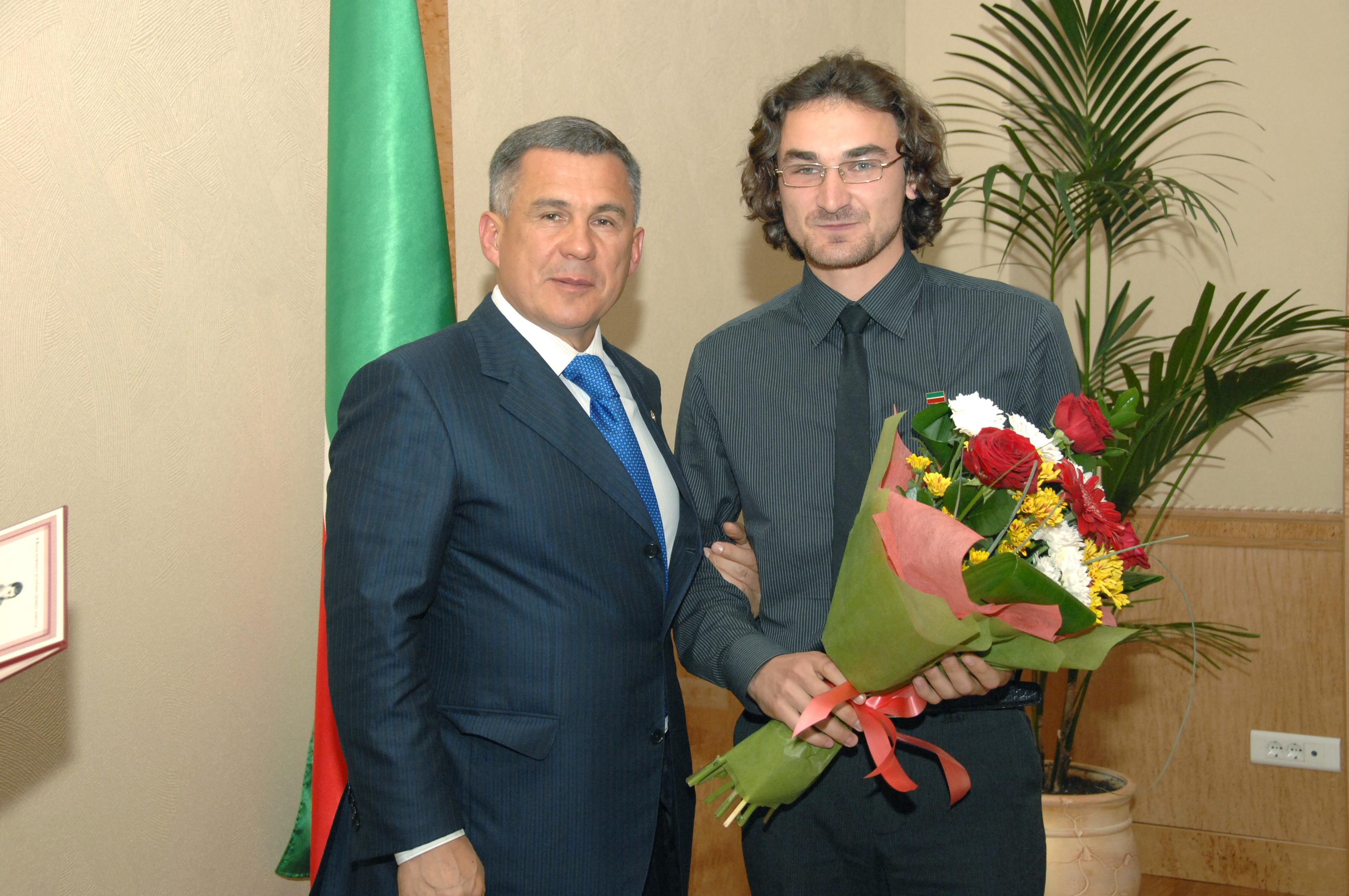
На вручении премии Джалиля, 2009 год.

Окончив институт в 2008 году по специальности «актёр драматического театра», был принят в труппу театра имени Камала. Сыграл несколько ролей, в том числе, в спектакле «Зөбәйдә — адәм баласы» («Зубайда — дитя человеческое», 2009, по пьесе Ш. Хусаинова, реж. Э. Талипов), но в дальнейшем ушёл из актёрства. В этот период также дебютировал в качестве режиссёра, став автором довольно новаторских и экспериментальных спектаклей. Так, на малой сцене театра Камала поставил спектакли «Яңа дулкын» («Новая волна», 2009, по стихам молодых поэтов), «Ркаил Зәйдулла» (2010, по стихам Р. Зайдуллы), «Бие, бие, Хайбулла» («Танцуй, танцуй, Хайбулла», 2010, по собственному сценарию), «Derdmend» по стихам и письмам З. Рамеева (2010), «Кырлай егете» («Парень из деревни Кырлай», 2012, по пьесе Н. Исанбета), «Нух пингвиннары» («У ковчега в восемь», 2013, по пьесе У. Хуба). Также инсценировал составил инсценировку спектакля «Перстень» («Йөзек кашы», 2011, по повести Ф. Хусни, реж. Л. Ахметова). Параллельно, спектакли по пьесам Зайниева продолжили ставиться на различных сценах, в частности, в Татарском государственном театре драмы и комедии имени К. Тинчурина — «Шәкүр карак» («Конокрад Шакур», 2008, реж. Р. Аюпов), Туймазинском государственном татарском театре — «Люстра» (2008, реж. А. Гаффаров), Национальном молодёжном театре Республики Башкортостан имени М. Карима — «Люстра» (2009, реж. А. Надыргулов), Альметьевском татарском государственном драматическом театре — «Балакаем» («Дитя мое», 2009, реж. Н. Исмагилова), Оренбургском государственном татарском драматическом театре имени М. Файзи — «Гармун» («Гармонь», 2010, реж. Р. Гараев), многих других.
В 2008 году поступил в Литературный институт имени А. М. Горького, где учился на Высших литературные курсах по драматургии у И. Вишневской, которые окончил в 2010 году. В 2010 году поступил на режиссёрский курс КГУКИ на курс Бикчантаева, выпустившись в 2013 году со специальностью «режиссёр драматического театра». Будучи воспитанным как режиссёр в театре Камала, в 2011 году дебютировал на большой сцене, поставив спектакль «Любовь бессмертная» («Үлеп яратты») по пьесе Р. Зайдуллы. В дальнейшем поставил спектакли «Мәхәббәт FM» («Любовь ФМ», 2013, по собственной пьесе), «Ричард III» (2014, по пьесе У. Шекспира), «Галиябану» (2015, по пьесе М. Файзи), «Көтәм сине» (2016, «В ожидании», по собственной пьесе), «Бармы ришвәттән дәва?» («Чудо-таблетка», 2016, по пьесе З. Хакима), «Миркәй белән Айсылу» («Миркай и Айсылу», 2017, по пьесе Н. Исанбета), «Дәрсе гыйбрәттер театр…» («Будить сердца людей…», 2017, по сценарию Р. Мухаметшина), «Мәңгелек буран» («И дольше века длится день», 2018, по роману Ч. Айтматова), «Бию пәрие» (Очарованный танцем, 2019, по собственной пьесе), «Өйләнәм.tat» («Женюсь.tat», 2020, по собственной пьесе). Одновременно, по его пьесам в театре Камала ставились спектакли «Бабайлар чуагы» («Запоздалое лето», 2010, реж. Ф. Бикчантаев), «Кечтүкле уен» («Игра с монстриком», 2012, реж. Р. Бариев, «Әрем исе» («Запах полыни», 2013, реж. А. Абушахманов), «Кәҗә, сарык һ.б.» («Коза, овца и др.», 2015, реж. И. Габдрахманов, С. Аминова), в театре Тинчурина — «Полиционер» (2020, реж. Т. Имамутдинов), а в театре Кариева — «Тылсымбикә» («Бабушка Мороз», 2020, реж. Р. Саттарова).
В 2016 году был приглашён в Альметьевский татарский государственный драматический театр, где поставил спектакль «Качаклар» («Беглецы», 2016, по пьесе Н. Исанбета). В дальнейшем там же выпустил спектакли «Син кайда идең?» («Земля Эльзы», 2016, по пьесе Я. Пулинович), «Дом мечты» («Хыял йорты», 2017, по собственной пьесе), «Мең дә бер кичә» («Тысяча первая ночь», 2018, по собственному сценарию). В Набережночелнинском государственном татарском драматическом театре поставил спектакль «Слуга двух господ» (2016, по пьесе К. Гольдони), а в Набережночелнинском государственном театре кукол — «Сак-Сок» (2016, по собственному сценарию на основе одноимённого татарского баита), который в 2017 году был номинирован на премию «Золотая маска». В 2018 году там же поставил спектакль «Горебагатырь Косометович» по мотивам одноименной комической оперы В. Мартин-и-Солеры и либретто Екатерины II. Также работал с Казанским государственным театром юного зрителя, где выпустил спектакли «Пингвины» (2017, по пьесе У. Хуба), «Господин Ибрагим» (2017, по пьесе Э.-Э.Шмитт), «В поисках чуда» (2018, вместе с Л. Чемерчевой), «Дитя» (2019, по собственной пьесе), «Капитанская дочка» (2019, по повести А. Пушкина). В 2019 году в Татарском государственном молодёжном театре имени Г. Кариева поставил спектакль «Тапшырыл…ган хатлар» («…отосланные письма», по повести А. Кутуя), а в теате Тинчурина — «Өч аршын җир» («Три аршина земли», по повести А. Гилязова).
6 июня 2019 года занял должность главного режиссёра Татарского государственного театра кукол «Экият», вместо И. Зиннурова. Приняв решение открыть театр кукол для тех людей, у которых нет детей, начал ставить взрослые спектакли с серьёзным умственным посылом. Первой работой в новой должности стал спектакль «Әлфия» по собственной пьесе о певице А. Авзаловой, основанной на её автобиографической книге «Үзем турында» («О себе»). В дальнейшем выпустил спектакли «Сны Диснея» (2019, по собственному сценарию), «Әлдермештән Әлмәндәр» («Старик из деревни Альдермеш», 2020, по пьесе Т. Миннуллина), «SHURALE: яңа фантазия» («SHURALE: новая фантазия», 2021, по поэме Г. Тукая), «Тыпырдык» («Топотун», 2020, по собственной пьесе). 23 января 2020 года стал художественным руководителем театра. В 2020 году представил спектакль «Адәмнәр» («Люди», по повести Г. Ибрагимова о голоде 1920-х годов в Поволжье), который в 2022 году стал кандидатом на соискание премии «Золотая маска». В 2021 году как режиссёр-постановщик и автор инсценировки выпустил спектакль «Страна чудес Алисы», основанный на сказке Л. Кэрролла. Считая, что театр должен быть двуязычным, ставит как на татарском, так и на русском языках, так как «если спектакли качественные, то они будут популярными независимо от языка, на котором они идут».
Ведёт педагогическую деятельность, в различное время преподавал в Казанском государственного институте культуры, Казанском театральном училище, Казанском художественном училище имени Н. И. Фешина. Вместе с Бикчантаевым внедрял в обучение методы музыкально-пластической импровизации, давая возможность создать студентам свой собственный сценарий. Также сам занимается написанием сценариев, участвовал в создании фильмов «Мулла» (2017, по пьесе Т. Миннуллина, реж. Р. Фазлиев), «Девятаев» (2021, по автобиографии М. Девятаева, реж. Т. Бекмамбетов). В 2021 году в московском Театре наций вышел кукольный спектакль «Ходжа Насреддин», поставленный М. Бекмамбетовым по пьесе, написанной совместно с Зайниевым. В том же году получил премию имени Дамира Сиразиева.

## Очерк творчества
Член Союза писателей Республики Татарстан с 2007 года. Пишет на татарском и русском языках. Публикуется со своими пьесами как отдельными книгами, так и в сборниках, а также в литературных журналах, в частности, таком как «Казан утлары». Является одним из самых активных и плодотворных авторов, часто ставящихся во многих татарских театрах. Пьесы Зайниева отличаются лиричностью, психологической точностью, тонким юмором. Его произведения в жанре комедии и драмы, в числе которых «Туйга ничә көн кала» («Сколько дней осталось до свадьбы», 2005), «Мәхәббәт турында сөйләшик» (Поговорим о любви, 2006), «Күкләр елмаеп караса» («Если улыбнутся небеса», 2007), «Суган чәчәге» («Цвет лука полевого», 2008), «Татарстан Синема» («Синема Татарстан», 2008), «Люстра» (2008), «Туган-тумачалар» («Родня», 2010), «Гармун» («Гармоника», 2010), «Бабайлар чуагы» («Запоздалое лето», 2010) и ряд других, характеризуются как оригинальностью сюжета и композиции, так и интересным содержанием, отражающим разные стороны современной жизни, благодаря чему быстро снискали популярность у читателя. Будучи самым инициативным и мастеровитым драматургом современности, в своих произведениях Зайниев воссоздаёт картины повседневной жизни и быта обычных людей, фокусируясь на злободневных социальных и моральных проблемах, находясь в поиске ответов на актуальные вопросы, как то, пороки общества и имущественное неравенство, ошибки как исторического прошлого, так и собственной молодости. Героями большинства его произведений являются представители молодёжи, ведь, как указывали критики, Зайниев сам как молодой автор как никто другой может выразить мечты, радости и тревоги своего поколения. По мнению критики, в своих произведениях Зайниев также часто использует игру для гротескного изображения жизни, рассматривая человека как свободного субъекта этой самой игры и, одновременно, как марионетку в самых неожиданных ситуациях. Благодаря умению мастерски подмечать особенности повседневности, его пьесы отличаются глубокой содержательностью, вкупе с постановкой серьёзной нравственно-философской проблематики. На бытовом материале он показывает и проблемы чисто национального характера, татарской самобытности. Указывая на процесс поисков собственного стиля, критики отмечали, что некоторые первые пьесы Зайниева не лишены определённых недостатков, в числе которых — стремление к благополучному исходу сюжета и разрешению споров путем компромисса.
Пьеса «Сколько дней осталось до свадьбы», также известная как «Амазонка», посвящена актуальным вопросам феминизма, проблем брака, отношениям мужа и жены. Семнадцатилетние Айдар и Лейла с нетерпение ждут последнего экзамена, чтобы сразу после него пожениться, однако их встреча за 10 дней до свадьбы оказывается последней. Айдар не желает покидать деревню, Лейла уезжает покорять город, где вместе с подругами открывает ателье под названием «Амазонка». Приехав продавать картошку в город, Айдар заходит в ателье и встречает там Лейлу, обнаружив, что их чувства не угасли. Примечательно, что в 2020 году с этого спектакля открылось новое здание Набережночелнинского государственного татарского драматического театра имени А. Гилязова, а сама постановка описывалась как историческая. Пьеса «Поговорим о любви» отличается лиризмом и мелодраматизмом, присущими этому произведению как жанру сценической литературы вообще. Устав от жизни в коммуналке, медсестра Савия встречает в больнице пожилую супружескую пару — Нугман-бабая и Абруй. Уже не в состоянии самостоятельно за собой ухаживать, они по предложению Савии в ходе сложного обмена вместе заселяются в новую трёхкомнатную квартиру. Притирка пары бездетных стариков и их новых соседей (муж, жена, сын и дочь) не обходится без житейских забот, споров, обид. Тем не менее, невзирая на пол, нрав, возраст, социальный статус, новосёлы сплачиваются, демонстрируя непрерывную связь поколений, а пьеса превращается в настоящую легенду о любви. Наряду с бытовой проблематикой, Зайниев здесь обращается к поиску смысла жизни и самой её сути, в чём, по мнению критиков, следует традициям суфийской литературы. Проводя мысль о том, что все люди находятся на пути к вечности, а сегодняшняя жизнь — это лишь временная остановка, он призывает своего читателя дорожить каждым днем и каждым часом, хранить в своём сердце негасимый огонь любви к ближнему. Зайниев сталкивает стариков с новой семьёй в одной квартире как в материальном вопросе, пытаясь показать, что они в итоге делают молодых счастливыми, но уходят навсегда. Как указывали критики, затрагивая нравственные и национальные вопросы, автор наставляет читателя в том, что цель жизни — делать добро и оставить о себе добрую память. Данная пьеса стала первой работой Зайниева, поставленной на сцене театра Камала ещё в 2006 году, когда автору было 17 лет.
Пьеса «Цвет лука полевого» наполнена героями, которые не нашли своего места в жизни. Охарактеризованная самим Зайниевым как «грустная комедия», эта пьеса находится на стыке драматического и комедийного жанров, примерно как «Альмандар из Альдермеша» Т. Миннуллина. Выбрав творческую личность в качестве главного героя своего произведения, Зайниев описывает сложные и противоречивые отношения между писателями, режиссёрами, артистами, занятия которых являются их единственной страстью и несут на себе печать жертвенности. Важная роль отводится описанию внутреннего мира героев, их переживаний, в чём, как указывали критики, пьеса принадлежит традиции А. Чехова. Основная часть происходящего в пьесе посвящена как раз влиянию этих межличностных отношений на судьбы отдельных людей, а также проблемам истинных и ложных ценностей в искусстве, вопросам о смысле жизни и постижения истины. Драматург Султан Кадирхурматов, всю жизнь занимавшийся только собой и своими интересами, пренебрегая даже сестрой Галиёй, женой Ландыш и своими детьми, в конце концов, как указывали критики, «устрашается перед лицом Истины». Увидев как собственный сын Джаудат, прихватив револьвер, выходит из дома в сад и кончает жизнь самоубийством, Султан понимает, что с этим оглушительным выстрелом в одно мгновение рухнула как вся его жизнённая философия, так и всё построенное им в этой жизни. Намёк на размышления на темы бытия, личной жизни, устремлений и чаяний даётся Зайниевым уже в самом названии работы и объясняется в тексте, когда Джаудат во время совместной читки пьесы так объясняет бытие героев: «Хотя жизнь их красива, подобно цветку, однако, как лук, — горька и вызывает слезы на глазах. Ради этой красивой жизни все они вынуждены чем-либо жертвовать…». Несмотря на некоторую недосказанность касательно эволюции героев, в частности, в части отсутствия дальнейшего развития в духовной эволюции Кадирхурматова или неясности причин самоубийства Джаудата, уже начавшего налаживать отношения с отцом, финал пьесы даёт читателю понятие о ней как об однозначно драматическом произведении.
Молодым актерам хочется пожелать больше ролей, драматурги должны писать хорошие пьесы. Я восхищен Ильгизом Зайниевым, сам пишет, сам ставит. Артисты хорошо играют, и дальше продолжайте в таком духе.
Оценивается как преемник Т. Миннуллина на ниве драматургии, практически единственный молодой татарский драматург, самый востребованный человек в этом качества, а также как «главная надежда» в современной национальной режиссуре. Будучи одновременно драматургом и режиссёром, ставит собственные пьесы, отмечая, что не видит того, кто бы сделал это лучше самого автора, ссылаясь на отсутствие «хорошего режиссёра». В этом смысле в театре видит себя в качестве инженера, могущего написать пьесу под конкретный актёрский состав, и самостоятельно её поставить. Часто сам переписывает собственные пьесы в процессе создания спектакля, а к изменениям своих произведений при постановке другими режиссёрами относится снисходительно. Интересным для себя в драматургии считает произведения У. Шекспира, Ю. О’Нила, Ж. Ануя, М. Макдонаха, К. Тинчурина, а в режиссуре — работы Л. Додина, Ю. Бутусова, А. Могучего.

## Спектакли

### Любовь бессмертная
Спектакль «Любовь бессмертная» («Үлеп яратты», 2012) по пьесе Р. Зайдуллы имеет под собой документальную основу и рассказывает о М. Буби, пострадавшей за веру и ставшей жертвой сталинских репрессий. О существовании этой женщины Зайниев, по собственным словам, вообще узнал впервые именно из пьесы Зайдуллы. Спектакль фокусируется на событиях 1937 года в Уфе, рассказывает о последних днях жизни Буби, первой женщины-казыя в истории ислама, арестованной у себя дома во время молитвы. Само действие разворачивается в застенках НКВД, где 68-летняя женщина подвергается допросам, избиениям и издевательствам со стороны следователей, пытающихся выбить из неё признание в контрреволюционной деятельности. Несмотря на все эти ухищрения, героиня спектакля до конца остаётся гордой и непоколебимой, а поражение ждёт лишь её собственных обидчиков. Так, один из следователей опомнился и застрелился, осознав стойкость и идейность этой женщины, объявленной врагом народа. Главную роль исполнила несколько схожая по внешности с Буби актриса Д. Нуруллина, без которой, как указывалось, спектакля вообще могло не получиться. Созданный Нуруллиной образ при всей своей народной простоте отличается монументальностью и величественностью, что воплощено, по отзывам критики, в нежелании отказаться от своей веры и своего народа, в неумении сдаваться и прогибаться, предавать свои идеалы. Противостоящие Буби чекисты также сыграны не схематично, они обладают индивидуальностью, наделены чувствами и обаянием, будучи одновременно людьми подневольными, так и обладающими собственной жизненной позицией. По словам актёра Э. Талипова, сыгравшего чекиста Курбанова, кончающего самоубийством, ему «было очень тяжело вживаться в роль палача», так как у него самого в семье есть репрессированные.
По отзывам критиков, спектакль производил эпическое впечатление, достигнув масштабов настоящей трагедии и встав в один ряд с «Зулейхой» Г. Исхаки по своему идеологическому посылу. Постановка, ставшая первой большой режиссёрской работой для Зайниева, оказалась наполнена стремлением к правде и исторической справедливости, следуя в этой части многолетним традициям театра Камала. При создании спектакля он ставил целью продемонстрировать силу духа верующего человека, показать тех, кто «жертвовали своей жизнью ради татарского народа, ради борьбы с системой». По отзывам критики, постановка оказалась ценна не столько как произведение театрального искусства, а как общественно-политическое высказывание. Не исчерпываясь изображением пыток, Зайниев в спектакле обозначил ряд философских проблем в попытке исследовать человеческую натуру, поставив зрителя перед вопросом — способны ли они перенести те испытания, через которые прошла Буби. Как результат, спектакль перестал быть сугубо историческим, а приобрел общечеловеческий посыл, в чём свою роль сыграло и декорационное, музыкальное и хореографическое оформление постановки. Несмотря на ряд резких высказываний, озвучивающихся актёрами со сцены во время игры, спектакль не был отцензурирован и шёл в задуманном режиссёром виде. Тем не менее, постановка подверглась некоторой критике как со стороны художественной целостности, так и с религиозной точки зрения. Перестав идти с аншлагами, в том числе по причине предсказуемого выбора зрителя между развлечением и жестокостями российской истории, в 2018 году спектакль исцез из репертуара, по словам Зайдуллы, после «доносов». Тем не менее, как указывалось в прессе, «в народе остались вопросы по поводу снятия этой постановки со сцены».

### Любовь ФМ

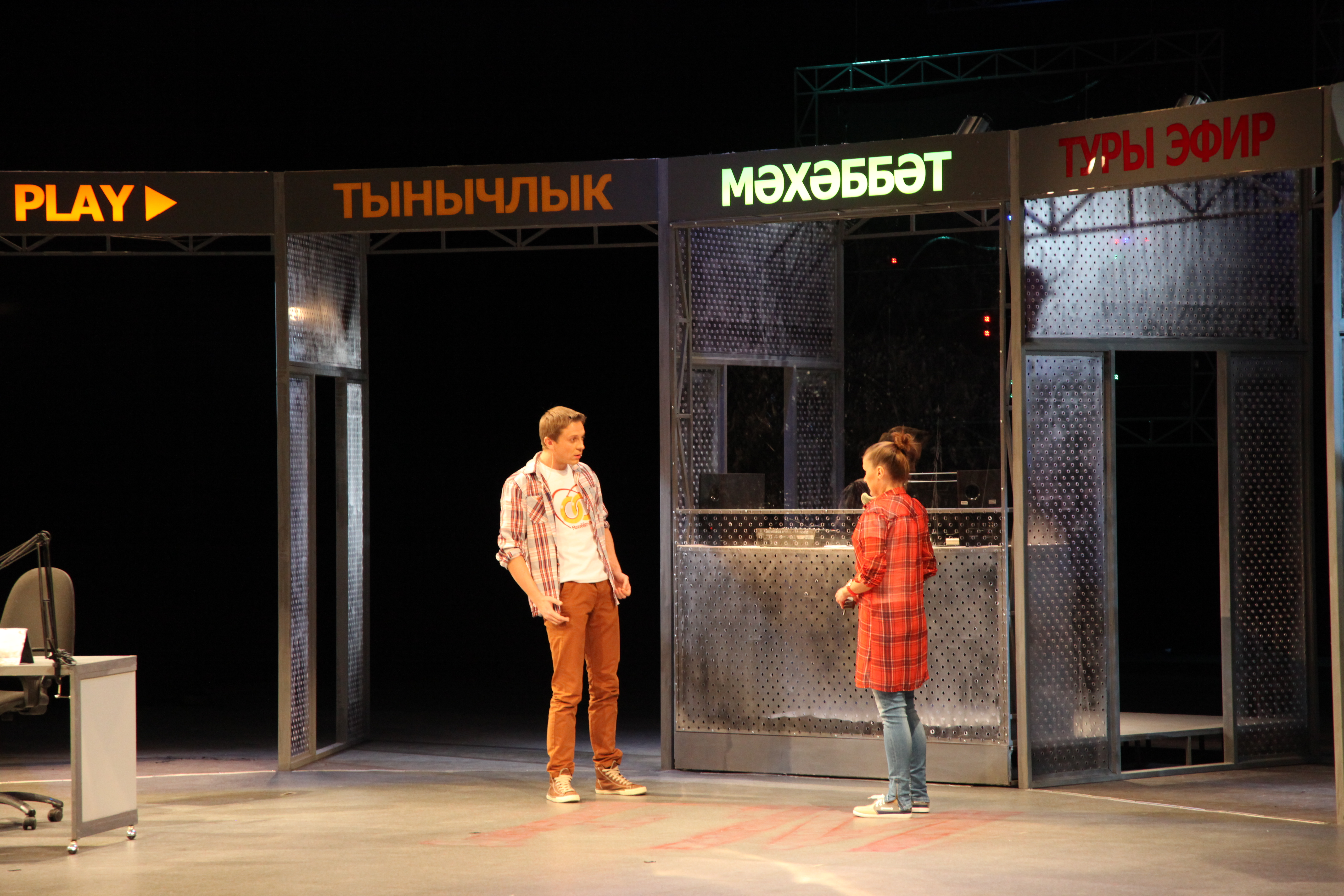
Спектакль «Мәхәббәт FM», 2013 год

Спектакль «Мәхәббәт FM» («Любовь ФМ», 2013) был поставлен Зайниевым по собственной пьесе, действие которой происходит на выдуманной казанской радиостанции под одноимённым названием «Мэхэббэт FM». В главных ролях — диджей Иляс (Э. Талипов) и звукорежиссёр Чулпан (Г. Гайфетдинова), которые влюблены друг в друга, но проходят большой путь к осознанию своих чувств. Пьеса была написана Зайниевым специально для молодых актёров театра Камала, прямо во время репетиций с учётом характера каждого артиста. Постановка сделана в стиле эстрадно-джазовой комедии, наполненной юмором, песнями, пародиями, будучи ориентированной на молодёжную аудиторию. По сюжету, Иляс узнаёт от Чулпан, что в ним на прямой эфир не сможет прийти певец Салават. Не растерявшись, он начинает пародировать Салавата, мастерски изображая разговор самого себя с самим собой. Спектакль приобретает вид театрального «капустника», благодаря тому, что Талипов в роли Иляса говорит голосами президентов М. Шаймиева и Р. Минниханова, актёров И. Хайруллина и Р. Шарафеева, певцов А. Галимова и Х. Тимергалиевой. Такой ход с использованием пародий был придуман самим актёром вместе с Зайниевым, который решил задействовать пародийные способности Талипова на сцене, не встретив цензурных препятствий. По отзывам критиков, такая стремительность диалогов и сцен походит на фильмы К. Тарантино.
Ключевые моменты спектакля разворачиваются в квартире, где снимает комнату Иляс, в кафе и гостиничном номере, которые благодаря работе сценографа С. Скоморохова (дебютанта на камаловской сцене) создаются конструкциями из перегородок-стен и висящих позади них белых экранов, находящихся на сцене на протяжении всего спектакля и являющихся основой для любой локации при перестановке, например, кровати или столов. Иляс, который чувствует себя как рыба в воде посреди этого весёлого анекдотического действия, из-за своей несерьёзности никак не может признаться Чулпан в своих чувствах. Не увидев в своём коллеге должной смелости, Чулпан выходит замуж за другого мужчину. Примечательно, что в сцене свадьбы по традиции тамада, собирая деньги «на мальчика или девочку», обходит гостей — зрителей спектакля; таким образом актёры собирают настоящие деньги, на которые с первого театрального сезона для воспитанников Зеленодольского детского дома была приобретена современная музыкальная аппаратура. Именно в гостиничном номере для молодожёнов происходит ключевая, финальная часть спектакля. Друзья Иляса пытаются сделать всё для того, чтобы Чулпан не осталась в комнате наедине с нелюбимым мужем — чиновником Фирзатом (И. Кашапов), которым надоедают то горничная, то китайские массажистки, то полицейский, то стриптизёр. В конце концов судьба принимает сторону Иляса, и они с Чулпан признают друг другу в любви, закончив постановку счастливой развязкой. С момента премьеры спектакль идёт успешно, при полном аншлаге, до сих пор находясь в репертуаре театра.

### Ричард III
Спектакль «Ричард III» (2014) был поставлен Зайниевым на малой сцене театра Камала по одноимённой хронике У. Шекспира к 450-летию автора. По оценкам критиков, данная пьеса «как нельзя более соответствует сегодняшнему историческому моменту», так как «братоубийственные войны, льющаяся кровь, предательства, измены, узурпация власти сплошь и рядом находят свое место в новом столетии». Зайниев, который впервые ставил Шекспира, указывал, что выбрал эту пьесу по двум причинам: «Во-первых, она актуальна: зло и духовное уродство живёт в обществе всегда, а сейчас и вовсе зашкаливает, тянет к разрушениям. Во-вторых, в нашем театре есть люди, которые могут сыграть эту пьесу». В спектакле показан приход к власти и последующее недолгое правление короля Англии Ричарда III, тирана-узурпатора, убившего собственных племянников, малолетних принцев Эдуарда и Ричарда, сыновей Эдуарда IV, не считая множества других людей и знатных лордов. В главной роли — И. Хайруллин, не впервые игравший Шекспира. Всего, в воплощении на сцене более 25 персонажей приняла участие практически вся труппа, от студентов до признанных мэтров. Перевод пьесы на татарский был выполнен Р. Губаевой на основе перевода А. Радловой. Музыкальное оформление спектакля несвойственно исторической эпохе и включает в себя как джаз, так и классические шлягеры.
Пространство сцены, построенное Зайниевым вместе с художником С. Скомороховым, выполнено минималистично в строгом колорите. Горбатые мосты-арки и кривые промышленные конструкции, покрытые ровной зелёной травой, будто с английских газонов, перекликаются с горбом и кривокобостью Ричарда III. Кусок газона выделен из металлической решётки пола и передвигается вверх-вниз по железным тросам и превращается либо в стол, либо в ложе. Костюмы выполнены в условно-историческом стиле, одноцветные в зависимости от персонажа (белые, чёрные, серые), на основе одежды лётчиков, дополненной манжетами, шнуровкой, шлемами. Центром спектакля является Хайруллин, пластично меняющий маски, наводя зрителя на ассоциации от исторических личностей до сегодняшних власть придержащих. Монологи остальных актёров предстают отдельными произведениями, проговорёнными по микрофону на стойке. Каждое убийство фиксируется фотоаппаратом с яркой вспышкой, а трупы заворачивают в белые саваны, но их так много, что очередной вынос ткани уже не удивляет зрителя. В конце концов убивают и Ричарда, а на его место выходит новый король-убийца. Труп поднимается на тросах вверх, накрывая своим саваном всех сидящих в зале. Как указывалось в прессе, «зрителям остается только догадываться, что этим хотел сказать режиссёр»: это либо «зло — без градаций», либо «мы неудобны власти» и «мы все умрем». По оценкам критики, Зайниев дал публике возможность почувствовать «всю трагичность мира, где господствует вседозволенность», а «конец одной королевской жизни — отнюдь не конец истории, в которой идет по кругу одно и то же». Замысел с саваном был оценён как лучшая режиссёрская идея Зайниева, а постановка в целом дала критике повод судить о нём как об уже состоявшемся режиссёре. В 2017 году спектакль был снят с репертуара.

### Галиябану
Постановка спектакля «Галиябану» (2015) была осуществлена Зайниевым по пьесе М. Файзи. Эта версия стала десятой с 1917 года, а в последний раз пьеса была поставлена на сцене театра Камала в 1991 году П. Исанбетом. По словам Зайниева, Бикчантаев сказал ему, что «нужна классика»: «Я перечитал Файзи и понял, что в пьесе есть интересные мне вещи, что её можно поставить по-другому». Учитывая «определённые ожидания» зрителя и то, что спектакль оброс «постановочными штампами», Зайниев, по собственным словам, ставил себе задачу создать реальных, а не фольклорных персонажей, приблизиться к оригинальному тексту, придать ему актуальность, ведь с момента последней постановки пьесы минуло 24 года, а сама она была написана 100 лет назад. Пьеса вообще предстаёт татарским аналогом «Ромео и Джульетты», имея по словам Зайниева, обычный сюжет: «Отец-злодей продает дочку за деньги. У нас спектакль про ошибку: часто мы что-то не договариваем, скрываем, и это может привести к трагедии. Здесь родители, Галиябану, сваха до последнего момента не говорят имя жениха. И когда узнают, что это бедняк Халил, уже поздно, потому что Исмагил — очень влиятельный человек, который может семью уничтожить. Отец вынужден выдать дочь вопреки своей воле. Он отшвыривает деньги Исмагила, показывая, что это вынужденная мера». Сам Бикчантаев отмечал, что «Галиябану» — это «наш фундамент», и хоть модернизировать пьесу тяжело, театр постоянно возрващается к ней, потому что так хочет народ.
Оформление спектакля, разработанное сценографом Б. Ибрагимовым, было выдержано в традиционном духе — свойственные эпохе татарские народные костюмы, вкупе с элементами обычного деревенского быта. По отзывам критики, спектакль также отличало глубокое проникновение в народную музыку, благодаря чему тот предстаёт «не позитивистским вербально-психологическим, а музыкально-символическим, интуитивистским». Так, Зайниев сохранил музыку С. Сайдашева, базирующуюся на адаптации народных мотивов, включая и одноимённую песню, с которой традиционно шли все постановки спектакля, в том числе и данная версия при участии живого оркестра. Учитывая такую направленность постановки, актёров подбирали с учётом их музыкальных данных, им пришлось брать уроки вокала и игры на музыкальных инструментах. Главные роли, соответственно, исполнили Г. Гульвердиева (Галиябану) и Ф. Мухаметзянов (Халил), а также А. Гараев (Исмагил), вкупе с «прекрасным», как указывалось, актёрским составом. В итоге, по сюжету Исмагил из ревности убивает Халила, выстрелив в него, и как было отмечено в прессе, после этого становится «дико жаль, что режиссёр не придумал альтернативный сюжет». Зайниев отмечал, что критики «не заметили» его нововведений и «написали классическую трактовку». Так, в рецензиях отмечалось, что в следовании традиции и изображении татарской сущеонрежиссёр «не стремится вывести сколько-нибудь оригинального театрального языка», однако создал хоть немного и наивный, но чистый и душевный спектакль — «про огромное и естественное желание человека любить не того, кого надо, а кого выбрало сердце», сумев на примере частного столкновения пробудить сверхмасштабную эмпатию у зрителя. Спектакль продержался в репертуаре театра до 2017 года.

### Беглецы
Спектакль «Качаклар» («Беглецы») Зайниев поставил в Альметевском театре в 2016 году по пьесе Н. Исанбета «Һиҗрәт» («Переселение»). Свой выбор он объяснял так: «Во-первых, театр нуждается в татарской классике. Во-вторых, я давно хотел его поставить. В-третьих, он ложится в труппу, здесь есть люди, которые могут его сыграть. К сожалению, также сама тема до сих пор стоит на повестке дня». Пьесу Зайниев, по собственным словам, пытался поставить с 2012 года, предлагал ряду театров, в том числе камаловскому, но там она «не вписывалась в сбалансированную репертуарную политику», и, наконец, режиссёр получил приглашение в Альметьевск, где и реаливал свою идею. Самые важные постановки были осуществлены в 1924, 1965, 1980 годах, причём последний спектакль ставил М. Салимжанов. Появление новой постановки увязывалось в критике со 100-летием Октябрьской революции, стремлением осмыслить драматические события этого периода татарской истории. Новая постановка отличалась от прежних свои фарсовым решением, балаганом, гротеском, комедией положений, карнавализацией, присущей как неразберихе времён гражданской войны, так и театру 1920-х годов, где смена общественного порядка расценивалась одновременно в качестве трагедии и праздника, но при этом историческая основа пьеса была взята лиш в качестве «повода задуматься о сегодняшнем».
Спектакль начинается с грохота пушек, взрывной волной от которых на сцену выброшен Тугыш (Д. Хуснутдинов), молодой поэт. Невзирая на творяющуюся вокруг войну и разрушение привычного мира, он зачитывается своими стихами и ищет встречи со своей возлюбленной — Сарби (М. Гайнуллина), самой красивой женой муллы Гайнутдина (И. Хаертдинов). Наслушавшись вестей о расправах над духовенством, мулла Гайнутдин решает бежать. Сарби же ушла от него к белогвардейцу Ишмурзину, сменила татарское платье на европейское, став Серафимой Бадриевной и начав говорить только по-русски. Встречая на своем пути Тугыша, Сарби-Серафима вдруг смягчалась, осознав в конце концов, что нашла преданную и искреннюю любовь, не в пример ограбившему её Ишмурзину. Дочь муллы, возвышенная и образованная Зухра, становится любовницей провинциального артиста и авантюриста Качкинского, скрывающегося весь спектакль под выбеленной маской Пьеро, что отсылает к комедии дель-арте. Войдя в новую, самостоятельную жизнь, она из своей наивности подпадает под влияние обмана и сама надевает маску, становясь несчастной Пьереттой. Вторая жена муллы Сания (Р. Гайсина), пожалев опустившегося шулера Абдулича, в момент бросает мужа и уходит с новым избранником в неизвестность. При всём своём простодушии, её фигура отличается внутренней цельностью, обещая картёжнику наставление на путь праведный. Сам же Гайнутдин в поисках справедливости отправляется к имаму, где к нему снисходит озарение и лишь укрепляется в вере. Пройдя через все круги ада, беглецы вернулись домой. Потеряв по пути своих жён, дочь, всё нажитое богатство, мулла «переродился» в пролетария и женился на проститутке из борделя. Его дочь и бывшие жёны вернулись с теми, с кем их связала сама судьба. Красноармейцы отдали бывший дом муллы государству под дом культуры. Сцену и их всех накрывает яркий и тёплый солнечный свет, обещающий надежду на будущее.
Музыка для спектакля была написана композитором Э. Низамовым, который по ходу развития сюжета переводит спектакль от лёгких и игривых мелодий в сторону тревожного лиризма, в стиле фильмов Э. Кустурицы. Сценограф Б. Ибрагимов создал довольно минималистичную декорацию с пустой сценой, символизирующей «мир, открытый всем ветрам и бурям», передвигающиеся металлические фигуры в виде параллелепипед обозначали дома и квартиры, в которых действовали герои. Отмечалась также работа художника по свету И. Саяхов, лаконично и образно решившим эпизоды постановки. Благодаря довольно смелым и неожиданным постановочным решениям, Зайниев явил собственный метод трактовки классической драматургии, немного авантюрный, но при этом уверенный и свободный от стереотипов. Его целью, по мнению критики, было показать человека как неповторимого индивидуума посреди исторической катастрофы, которая позволила ему изменить жизнь, переосмыслить её и прийти к мысли о важности каждого прожитого мгновения. Рассказывая о судьбах людей, прошедших сквозь исторические катаклизмы, потерявших свою прежнюю жизнь и начавших приспосабливаться к новому укладу, Зайниев изобразил Гайнутдина единственным героем, оставшимся верным себе, «истинно верующим человеком, которого окружает сгнившее сообщество».
При этом, спектакль подвергся критике как со стороны творческой интеллигенции, так и представителей мусульманской общественности. Как указывалось, «в погоне за формой и театральной техникой ускользнуло глубинное содержание исторических событий», а Зайниев «проигнорировал исторический материал» и «не разобрался» в позиции Исанбета, оставшись «в плену стереотипов советской сатиры». Он обвинялся в том, что «при подготовке спектакля не изучил подробно историю бытования» пьесы, «не обладал информацией об исторических прототипах» её героев. Отдельно раскритиковано было фарсовое изображение Г. Исхаки (Таймыши), М. Курбангалиева (Ишмурзин), а также муфтия Г. Баруди. Так, Исхаки был выведен как паразит под маской политического деятеля, пытающийся в смутное время нажить себе капитал. Имам, сам посланник бога на земле, вырастал из груды награбленного добра в качестве тростевой куклы, ведомой и безвольной в руках дельцов. Это всё было расценено как «глумление» над памятью Баруди и Исхаки, свидетельствующее «о недостаточном знании исторического материала режиссёром, который пошёл на поводу у автора и осветил материал, согласно советской традиции». Не отрицая права на творческий эксперимент, критики указывали, что художнику «не стоит забывать и об ответственности при работе с историческим материалом». Ратуя за «объективное истолкование исторических событий и роли ключевых деятелей», для чего «созданы все условия», они ссылались на «70 лет фальсификации национальной истории в годы советской власти», убедившие, что «подобная трактовка ведет общество в тупик», а спектакль с целью «развлечения публики», в конце которого мулла обнимается с проституткой, ничему не учит зрителя. Последний показ спектакля состоялся в 2019 году.

### В ожидании

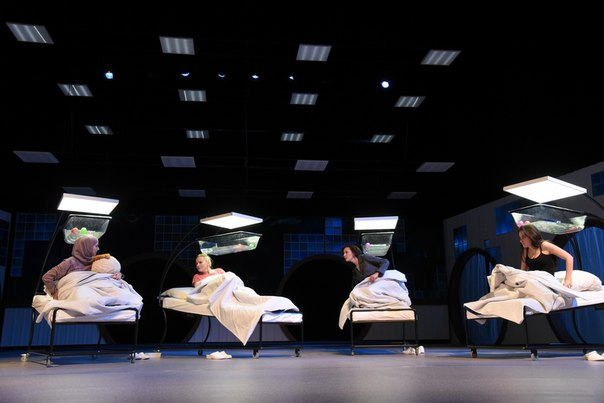
Спектакль «Көтәм сине», 2016 год

Спектакль «Көтәм сине» («В ожидании») был поставлен Зайниевым в 2016 году по собственной пьесе. По собственным словам, идея создания произведения возникла так: «Три года назад мы с женой ждали рождения ребёнка, тогда я пережил с ней весь опыт беременности. Особенно меня взволновал вопрос сохранения жизни плода, ведь сейчас, увы, почти все матери переживают этот процесс». Пьеса виделась самому автору как «попытка поразмышлять о жизни человека до его рождения, в какой мир они приходит», при этом написана она была «специально для Камаловского, потому что сейчас мало пишется для женщин, им нужны роли». Работа была посвящена Т. Миннулину, перекливаясь по содержанию с его пьесой «Колыбельная» («Әниләр һәм бәбиләр»). В числе героев пьесы — молодая поэтесса, которая ушла от мужа и ложится в отделение больницы для беременных, где знакомится со своими соседками — юной набожной мусульманкой, домохозяйкой, ожидающей второго ребёнка, женщиной, зарабатывающей суррогатным материнством, а также бывшей проституткой, пытающейся начать новую жизнь и сбежать от терроризирующего её сутенёра. У всех этих женщин — своя история, свои трудностито трудности, будь то обычные неурядицы в семье или крах личного счастья. При этом мужья, у кого они есть, показаны неловкими и беспомощными, никак не могущими поддержать своих женщины, которым на помощь приходит инвалиду из соседнего отделения, завсегдатай больницы и своего рода психотерапевт на общественных началах.

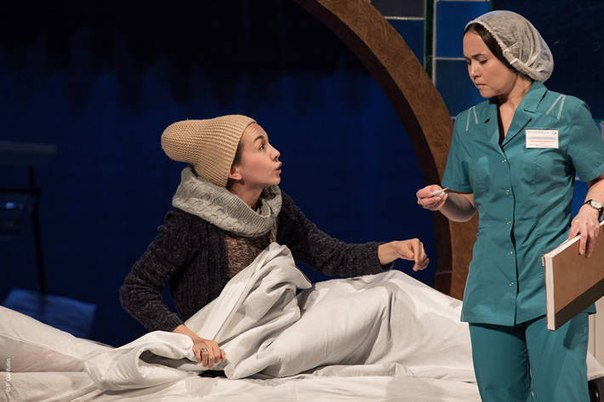
Сцена из спектакля

Зайниев признавал некоторую мелодраматичность работы, однако отмечал, что «старался не давить на чувства». По отзывам критики, его пьеса «ярко и гротескно демонстрирует пороки общества», ставя вопрос: «Что значит родить
ребёнка в современной России?». Поднимая умалчивавшиеся проблемы, указывая на незащищенность своих героев,
и их неустроенность в этом мире, Зайниев здесь, тем не менее, показывает «человека, противостоящего жизненным обстоятельствам и заблуждениям». Финал, равно как и вывод, к которому приходят будущие матери, довольно оптимистичный и обнадёживающий: «Раз мы родились женщинами, будем рожать. Так должно быть». Сценографическое решение спектакля было реализовано С. Скомороховым, который, как указывали критики, не пытался воссоздать достоверную обстановку больницы. Гладкие фактуры, полимерные материалы, нависающие над беременными прозрачные ванны с детскими игрушками, круглые проходы в кабинеты с развивающимися белыми шторами создают атмосферу холодного неуютного мира, в который войдут дети, в связи с чем палата предстаёт как «поле битвы между жизнью и смертью, или, если угодно, светом и тьмой». Композитором выступил Э. Низамов, уже сотрудничавший с Зайниевым по альметьевской постановке Исанбета, и создавший в новом спектакле «нежнейшее» и «проникновенное» музыкальное оформление. Как указывалось, постановка стала «бесспорным успехом татарского театра», всей творческой команды, в том числе и Зайниева. Тем не менее, попытавшись «разоблачить нищету современного общества», по оценкам других критиков, Зайниев создал «выспренное, оторванное от жизни, вопиюще старомодное произведение», наполненное высокопарными и патетичными монологами с призывами к добродетели и миру, которое видится как «пропаганда патриархальных ценностей» в рамках «идеологической повестки дня», где в борьбе со смертью и войной единственная миссия женщины — рожать. В 2020 году спектакль был снят с репертуара.

### Чудо-таблетка
Спектакль «Бармы ришвәттән дәва?» («Чудо-таблетка») Зайниев поставил в 2016 году в театре Камала по пьесе З. Хакима, известного в качестве создателя антиутопий и обличителя неприглядной действительности. Пьесу, в которой на примере Татарстана поднята тему коррупции, долго не хотели ставить по цензурным соображениям. Хаким указывал, что «все татарские театры боялись», однако у него оставалась «надежда», воплотившаяся в жизнь спустя шесть лет с момента написания пьесы, в чём, возможно, сыграли свою роль нашумевшие коррупционные дела. В буквальном переводе название пьесы звучит как вопрос — «Есть ли от взяток лекарство?». Так, уволенный из деревенской школы учитель химии Сайфи Гарипов (Ф. Зиганшин) изобрёл таблетку от взяток, которую опробовал на приглашённом сантехнике. Благодаря журналисту Абузару Шактыеву (О. Фазылзянов) и его публикации в местной газете весть об новом лекарстве разнеслась по всему району. Придя в ужас, глава района Фоат Ахмадиев (И. Кашапов) созывает своих друзей-коррупционеров — руководителя РОНО Нурию Мутиеву (Ф. Сафина), прокурора Вила Ханнанова (Р. Вазиев), главврача Вадуту Бакееву (Н. Ибрагимова), военкома Мухтара Мусина (М. Габдуллин) — с целью отобрать таблетку и выставить Гарипова на посмещище. В ход идёт даже давление на его жену-библиотекаршу Руфию (Л. Рахимова), мечтающую о новых книгах. В знак протеста, а может и от страха, Гарипов залезает на дерево, где и проводит почти весь спектакль. В конце концов, с целью подмазаться к Сайфи чиновники даже отремонтировали дороги у Гариповых, построили им новый трёхэтажный коттедж и подарили джип. Спустившись с дерева, учитель торжествует, он всех обхитрил, в результате чего у зрителя возникает очередной вопрос — «боролся ли Сайфи с коррупцией или хотел набить себе цену?».
Выход спектакля был приурочен к дню рождения М. Салимжанова, совпав с проведением в Казани всероссийской конференции по борьбе с коррупцией. Как указывали критики, строгость сюжета пьесы, прямолинейность и функциональность персонажей Хакима в случае постановки Зайниева доводится им до гротеска и абсурда, действие превращается в цирк, не преуменьшая саму серьёзность коррупционной темы. Свою роль в этом играет работа художника-постановщика С. Скоморохова, благодаря которому на сцене появились ненастоящие дома и автомобили, утрированно бутафорское дерево, словно позаимствованное с детского утренника, кабинет главы района, похожий на провинциальный ресторанный зал, а также несоразмерные и вызывающие костюмы, довершающие атмосферу карнавализации. Внимания критиков также была удостоена музыка к спектаклю, сочинённая композитором Э. Низамовым, варьирующаяся от бравурных маршей до голливудских баллад и придающая всему действию динамичность, подвижность, праздничность. В итоге, первое обращение Зайниева к драматургии Хакима была расценена как нерядовая постановка по поводу серьёзной общественной проблемы, призыв к честности и порядочности в традициях камаловского театра. Сам спектакль также трактовался как реальный аналог таблетки от коррупции, выведший эту тему «в поле активного переживания». Так, зрители могут провести между поднятыми в постановке вопросами и новостями последних лет об окружающей их коррупции, в результате чего спектакль стал редким для татарской сцены острым и злободневным сатирическим высказыванием, призывающим оборотиться вокруг и посмотреть на самого себя. Спектакль продержался в репертуаре до 2018 года.

## Награды

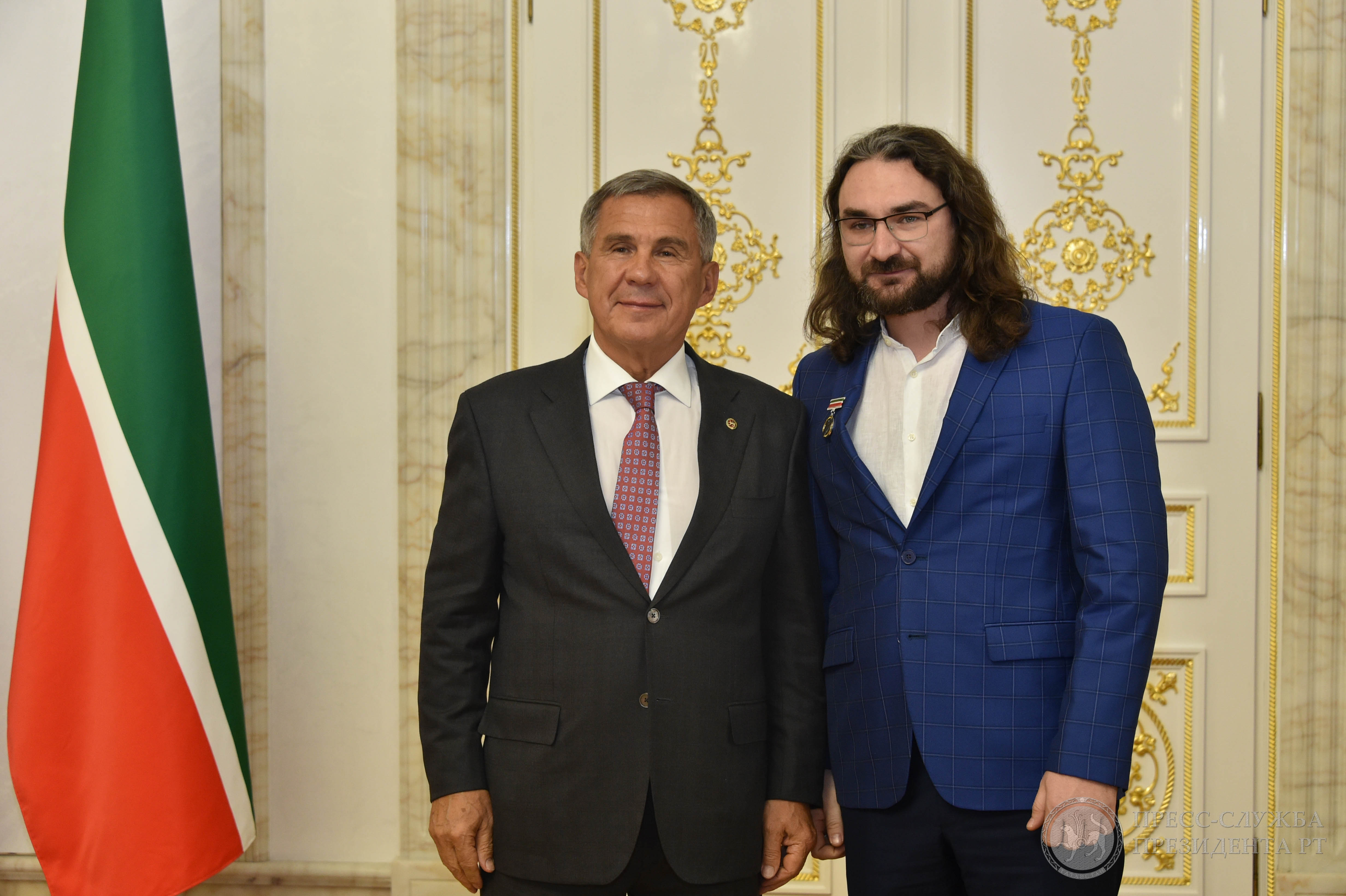
На вручении почётного звания, 2019 год

- Республиканская премия имени Мусы Джалиля (2009 год) — за большой вклад в развитие современной татарской драматургии[208][209]. Вручена премьер-министром Республики Татарстан[тат.] Р. Миннихановым[210].
- Почётное звание «Заслуженный деятель искусств Республики Татарстан» (2019 год) — за большой вклад в развитие театрального искусства и плодотворную творческую деятельность[211][212]. Вручено президентом Республики Татарстан Р. Миннихановым[213].

## Личная жизнь
Жена — Резеда Губаева (род. 1988), поэт. Поженились в 2011 году. Двое детей: дочь — Гаухар (род. 2013), сын — Хайдар (род. 2015). За 2020 год задекларировал доход в размере 4 миллионов 300 тысяч рублей.